# 川野辺敏
川野辺 敏（かわのべ さとし、1930年 - ）は、日本の教育学者、星槎大学特任教授。ソ連の教育政策について研究した。

## 来歴
埼玉県熊谷出身。埼玉県立熊谷高等学校をへて、1953年東京外国語大学ロシア語科卒。
文部省で外国教育調査(ソビエト担当)を担当した後に、国立教育政策研究所勤務、指導普及部長、生涯学習研究部長を経て、常葉学園大学教授。星槎大学副学長、特任教授。元日本比較教育学会会長。
日本学習社会学会創設にも関わり、初代会長を務め、同学会理事として活動中。

## 著書
- ソビエト教育制度概説 新読書社、1971.
- ソビエト教育の構造 新読書社、1978.10.
- ソビエト体制と教育 教育社、1979.1. 入門新書. 時事問題解説
- 白樺のなかの子どもたち－ソビエト教育探訪－大月書店、1983.4.
- 戦後教育の展開 一九六〇年版-一九九一年版まで 各年史 ソ連 エムティ出版、1991.10.

## 共編著
- 新しい教育への道 世界の後期中等教育の現状と展望 後藤誠也共編著 東洋館出版社 1965. 教育の時代叢書
- 世界の初等教育 新井郁男共編著. 東洋館出版社 1966. 教育の時代叢書
- 資料ソビエト教育学 理論と制度 柴田義松共編. 新読書社、1976.
- ソビエトの教育改革 編 明治図書出版、1985.4. シリーズ・世界の教育改革
- 可能性への挑戦 新教育課程の先導的試行 有園格共編著. ぎょうせい、1989.2.
- 新任教師への手紙 小林晃一共著. ぎょうせい、1989.11.
- 教育のペレストロイカ 「教育における個別化と個性化」をめぐって 編. 新読書社、1991.4.
- 再び新任教師への手紙 小林晃一共著. ぎょうせい、1991.10.
- キーワードで読む生涯学習の課題 編. ぎょうせい、1994.3.
- 国際理解教育と教育実践 第4巻 旧ソ連・東ヨーロッパ・北ヨーロッパ諸国の社会・教育・生活と文化 編 エムティ出版 1994.6.
- 生涯学習論 山本慶裕共編著. 福村出版、1999.5.

## 翻訳
- ソヴェトの総合技術教育 ロシア共和国教育科学アカデミー教育理論および教育史研究所編 勝田昌二、碓井春樹共訳. 東洋館出版社、1956.
- 15人の教師の記録 ソ連の学級経営と生活指導 ソビエト教育科学アカデミア編 高木英一共訳 刀江書院、1958.
- モスクワ大学 その組織・発展・教育・研究活動 モスクワ大学編 吉川藤一共訳 山本書店、1959.
- 子どものしつけ テ・エス・パンヒーロワ 1961. 三一新書
- ソビエトの授業 現場教師の成功記録 ロシア共和国教育科学アカデミー編 刀江書院、1963.
- 子どもを信頼しよう スホムリンスキー 新読書社、1974.
- 教育と教師について スホムリンスキー著 ソロベイチク編 伊集院俊隆、福井研介共訳 新読書社 1977.10.
- 校長のリーダーシップ ソビエトの教育と学校運営 ジーミン、コンダコフ 小島弘道共訳 明治図書出版 1979.2 学校運営研究全書
- 青春を生きるお前に 父よりの手紙 スホムリンスキー 岩崎正吾共訳. 新読書社、1982.7.
- 子どもを信頼しよう スホムリンスキー 新読書社、1984.5.
- ソ連の体育システム 理論と実践 G.ククシキン編 共訳. プログレス出版所、1984.7. 現代ソビエト教育学大系
- 教育制度の現状と課題 エム・コルマコーワ、ア・フォテエワ編 共訳. プログレス出版所、1985.10. 現代ソビエト教育学大系
- ソ連の職業・労働教育 Yu.ワシーリエフ編 岩崎正吾共訳 プログレス出版所 1986. 現代ソビエト教育学大系